# Empire of the Sun (banda)
Empire of the Sun es un dúo australiano de música electrónica originario de la ciudad de Sídney y formado en 2007. El grupo está conformado por Luke Steele anteriormente de la banda de rock alternativo The Sleepy Jackson, ⁣ y Nick Littlemore, de la banda electrónica Pnau. Dos años más tarde, los músicos Surahn Sidhu (guitarra, coros, percusión) y Tony Mitolo (batería) se les unieron para grabar nuevo material. El grupo ha adquirido cierta popularidad en muchas partes del mundo gracias a su característico sonido y a la temática un tanto mística y alternativa de su imagen.
El álbum debut de Empire of the Sun de 2008, Walking on a Dream, le trajo al dúo éxito internacional y ha sido certificado doble platino en Australia y oro en el Reino Unido.  El álbum proporcionó una serie de sencillos en las listas internacionales, incluida la canción principal, que alcanzó el puesto diez en la lista ARIA Singles Chart australiana, y "We Are the People", que alcanzó el puesto catorce en la lista de sencillos del Reino Unido.  El segundo álbum de la banda, Ice on the Dune, fue lanzado en junio de 2013, mientras que su tercer álbum, Two Vines fue lanzado en octubre de 2016.  Un cuarto álbum, Ask That God, fue lanzado en julio de 2024. 
El dúo ha ganado varios premios musicales australianos, y Walking on a Dream recibió 11 nominaciones en los premios ARIA Music Awards de 2009, ganando 7, incluido Álbum del año. 

## Historia

### 2000–2007: Formación
Luke Steele y Nick Littlemore se conocieron en 2000 después de ser presentados por el ejecutivo de A&R de Steele, Simon Moor.  Ambos habían firmado en ese momento con EMI y ya habían estado trabajando en diferentes proyectos.  Durante los años siguientes, los dos colaboraron en varias ocasiones. 
Los dos se volvieron a reunir en 2006 para trabajar en dos canciones para el álbum Pnau que fue lanzado a finales de 2007. Colaboraron en las pistas "Freedom" y la canción de apertura "With You Forever", donde Steele proporcionó la voz. Esto provocó un cambio de dirección para la banda, que comenzó a elaborar un álbum más centrado en el trabajo vocal con actuaciones de invitados. Además, la escritura de "With You Forever" con Luke Steele inspiró a la banda de Littlemore a comenzar a trabajar en un proyecto colaborativo. 
El nuevo proyecto comenzó a desarrollarse bajo el título provisional de "Steelemore" como una colaboración entre Steele y Littlemore, con el socio de Pnau, Peter Mayes, como productor y coautor ocasional.  Como Steele vivía en Perth y Littlemore en Sydney, los dos pasaron tiempo escribiendo canciones por separado mientras se reunían ocasionalmente para decidir la dirección y el estilo musical. Cuando habían acumulado suficiente material, Mayes y el dúo comenzaron a grabar el álbum a lo largo de 2007.

### 2007–2012:Walking on a Dream
El primer sencillo de la banda fue Walking on a Dream, el cual fue lanzado digitalmente el 30 de agosto de 2008. Dicho sencillo recibió mucha promoción por parte de emisoras de radio australianas y alcanzó el #10 en las listas musicales de Australia, rompiendo el récord del mayor tiempo tardado en alcanzar la lista de los diez primeros para un sencillo (23 semanas); del mismo modo el tema alcanzó la lista de los diez primeros de iTunes. El videoclip del tema fue grabado en la ciudad de Shanghái, China y fue dirigido por Josh Logue.
El 20 de septiembre de 2008 la banda lanzó, igualmente de forma digital, su segundo sencillo titulado We Are the People. El videoclip para la canción fue grabado en los pueblos de García Nuevo León (desierto de Icamole), Mina Nuevo León (Exhacienda del Muerto o Hacienda de San Antonio del Muerto) y Xilitla (Jardín de Las Pozas, obra surrealista de Sir Edward James) en San Luis Potosí, México. El tema alcanzó el #24 de las listas de éxitos de Australia. Forma parte de la BSO del Film Hall Pass(Carta Blanca) (2011)
Luego del lanzamiento de sus primeros dos sencillos, la banda lanzó su álbum debut titulado Walking on a Dream el 4 de octubre de 2008. Seis de los diez temas que contiene el álbum fueron lanzados en el MySpace del grupo una semana antes del lanzamiento del disco. El álbum debutó en el #8 en las listas de ARIA, pero finalmente llegó hasta el #6. Además, recibió el doble disco de platino en Australia y disco de oro en Alemania y el Reino Unido.El dúo se embarcó en una gira promocional internacional en apoyo del álbum.
Pese a que ambos se distanciaron un tiempo para seguir sus proyectos personales, a partir del 2012 el dúo empezó a trabajar en su segundo álbum de estudio.

### 2012–2016:Ice on the Dune
El 11 de marzo de 2013 la banda lanzó un tráiler que anuncia su próximo material en estudio titulado Ice on the Dune. El tráiler fue producido por Kelvin Optical Inc., una división de producción de Bad Robot, y fue dirigida por JD Dillard. Su segundo álbum fue publicado el 14 de junio de 2013, precedido por su primer sencillo "Alive" lanzado el 16 de abril de 2013, que tuvo un éxito moderado en Australia y Europa. 
Steele recibió atención de los medios de comunicación a nivel mundial luego de una entrevista con NME en agosto de 2013 en el Festival Sziget en Budapest. Durante la entrevista, Steele comparó Ice on the Dune con el lanzamiento del álbum de Daft Punk de 2013, Random Access Memories, y afirmó: "Tuvieron una gran campaña de marketing, pero tenemos mejores canciones". En 2014, la banda actuó en el Festival Coachella. En diciembre de 2014, Empire of the Sun lanzó dos canciones, "Tonight" y "Wandering Star", que fueron escritas para la película de los hermanos Farrelly, Dumb and Dumber To.  Durante gran parte de 2015, el dúo estuvo escribiendo y grabando su tercer álbum en Hawái y Los Ángeles. 
La banda continuó actuando en vivo en la segunda mitad de 2015, incluido un espectáculo en el Hollywood Bowl.

### 2016–2017:Two Vines
En agosto de 2016, se anunció que el tercer álbum Two Vines se lanzaría el 28 de octubre de 2016. El álbum fue coproducido por Peter Mayes y cuenta con contribuciones de Lindsey Buckingham, Wendy Melvoin y los excolaboradores de David Bowie, ⁣ Henry Hey y Tim Lefebvre. El álbum de 15 pistas incluye un remix de la canción "Walking on a Dream" y fue grabado en parte en Hawái. 
El primer sencillo "High and Low" fue lanzado el 24 de agosto. "High and Low" también apareció en el juego de EA Sports, FIFA 17.

### 2017–presente:Ask That God
En febrero de 2022, Luke Steele anunció un álbum de estudio debut en solitario, Listen to the Water, y lanzó su sencillo principal, "Common Man", el 11 de febrero de 2022.
En marzo de 2024, las plataformas de redes sociales del grupo quedaron vacías de todos los medios anteriores, incluida la foto de perfil que pasó a ser negra. Las páginas pronto comenzaron a anunciar un nuevo sencillo: "Changes", que se lanzó el 5 de abril de 2024.
En mayo de 2024, la banda anunció que su sencillo, "Music on the Radio", se lanzaría el 17 de mayo de 2024 y su cuarto álbum de estudio, su primer lanzamiento en ocho años, titulado Ask That God, se lanzaría el 26 de julio de 2024. 

## Nombre
Aunque el nombre de la banda ha sido atribuido a la novela de 1984 del mismo nombre escrita por J. G. Ballard, Littlemore lo negó y explicó: "el nombre proviene más de la idea del hecho que estamos viajando por todo el mundo, a muchos lugares donde han existido imperios de la civilización, donde el sol ha sido un tema de culto. Por lo tanto, no se basa en la novela de Ballard, ni la película de Spielberg del mismo nombre."

## Estilo
La banda emplea escenarios elaborados y vestuario extravagante, (como usar kabuto, gorros de guerra y pintura de guerra), lo que refleja la experiencia del dúo en el arte visual. Littlemore explicó "vimos Holy Mountain de Alejandro Jodorowsky y esta influyó en la forma en que podíamos pensar sobre la visualización".  La banda ha trabajado con varios diseñadores, incluida Jessica Huerta. Steele describió la inspiración para el aspecto visual como "la visión de esta banda, está construida sobre la imaginación, por lo que proviene del estudio de los samuráis en la escuela de arte, los gráficos digitales, la topografía, la filmación bajo el océano, las pinturas al óleo, cualquier cosa en realidad". 

## Discografía

### Álbumes de estudio
| Año  | Título             | Sello discográfico |
| ---- | ------------------ | ------------------ |
| 2008 | Walking on a Dream | Capitol            |
| 2013 | Ice on the Dune    | Capitol            |
| 2016 | Two Vines          | Capitol            |
| 2024 | Ask That God       | Capitol            |

### Sencillos
| Año  | Título                                    | Mejor posición en listas | Mejor posición en listas | Mejor posición en listas | Mejor posición en listas | Mejor posición en listas | Mejor posición en listas | Mejor posición en listas | Mejor posición en listas | Mejor posición en listas | Mejor posición en listas | Certificaciones                                             | Álbum                                |
| Año  | Título                                    | AUS                      | ALE                      | AUT                      | BEL (Fla)                | Hot 100                  | EUA Dance                | FRA                      | IRL                      | ITA                      | UK                       | Certificaciones                                             | Álbum                                |
| ---- | ----------------------------------------- | ------------------------ | ------------------------ | ------------------------ | ------------------------ | ------------------------ | ------------------------ | ------------------------ | ------------------------ | ------------------------ | ------------------------ | ----------------------------------------------------------- | ------------------------------------ |
| 2008 | «Walking on a Dream»                      | 10                       | 55                       | —                        | 8                        | 65                       | 1                        | 82                       | 8                        | 16                       | 64                       | - AUS: 2× Platino - EUA: Platino - UK: Plata                | Walking on a Dream                   |
| 2008 | «We Are the People»                       | 24                       | 1                        | 2                        | 20                       | —                        | —                        | —                        | 23                       | 19                       | 14                       | - AUS: Oro - AUT: Oro - ALE: Platino - UK: Plata - SUI: Oro | Walking on a Dream                   |
| 2009 | «Standing on the Shore»                   | —                        | —                        | —                        | 63                       | —                        | —                        | —                        | —                        | —                        | —                        |                                                             | Walking on a Dream                   |
| 2009 | «Without You»                             | —                        | —                        | —                        | —                        | —                        | —                        | —                        | —                        | —                        | —                        |                                                             | Walking on a Dream                   |
| 2010 | «Half Mast (Slight Return)»               | —                        | —                        | —                        | —                        | —                        | —                        | —                        | —                        | —                        |                          |                                                             | Walking on a Dream                   |
| 2013 | «Alive»                                   | 22                       | 39                       | 16                       | 63                       | —                        | 1                        | 32                       | 39                       | 9                        | 83                       | - AUS: Platino - EUA: Oro - ITA: Platino                    | Ice on the Dune                      |
| 2013 | «DNA»                                     | —                        | —                        | —                        | 76                       | —                        | 8                        | —                        | —                        | —                        |                          |                                                             | Ice on the Dune                      |
| 2014 | «Celebrate»                               | —                        | —                        | —                        | —                        | —                        | 6                        | —                        | —                        | —                        | —                        |                                                             | Ice on the Dune                      |
| 2016 | «High and Low»                            | 66                       | —                        | —                        | —                        | —                        | —                        | —                        | —                        | —                        | —                        | - ARIA: Platinum                                            | Two Vines                            |
| 2016 | «To Her Door»                             | —                        | —                        | —                        | —                        | —                        | —                        | —                        | —                        | —                        | —                        |                                                             | Two Vines                            |
| 2017 | «Way to Go»                               | —                        | —                        | —                        | —                        | —                        | —                        | —                        | —                        | —                        | —                        |                                                             | Two Vines                            |
| 2017 | «On Our Way Home»                         | —                        | —                        | —                        | —                        | —                        | —                        | —                        | —                        | —                        | —                        |                                                             | Sencillo solitario.                  |
| 2019 | «Chrysalis»                               | —                        | —                        | —                        | —                        | —                        | —                        | —                        | —                        | —                        | —                        |                                                             | Walking on a Dream: 10th Anniversary |
| 2020 | «The Thrill» (con Wiz Khalifa)            | —                        | —                        | —                        | —                        | —                        | —                        | —                        | —                        | —                        | —                        |                                                             |                                      |
| 2023 | AEIOU (con Pnau)                          | —                        | —                        | —                        | —                        | —                        | —                        | —                        | —                        | —                        | —                        |                                                             | Hyperbolic                           |
| 2024 | «Changes»                                 | —                        | —                        | —                        | —                        | —                        | —                        | —                        | —                        | —                        | —                        |                                                             | Ask That God                         |
| 2024 | «Music on the Radio»                      | —                        | —                        | —                        | —                        | —                        | —                        | —                        | —                        | —                        | —                        |                                                             | Ask That God                         |
| 2024 | «Cherry Blossom»                          | —                        | —                        | —                        | —                        | —                        | —                        | —                        | —                        | —                        | —                        |                                                             | Ask That God                         |
| 2024 | «The Feeling You Get»                     | —                        | —                        | —                        | —                        | —                        | —                        | —                        | —                        | —                        | —                        |                                                             | Ask That God                         |
| 2025 | «Somebody's Son» (con Lindsey Buckingham) | —                        | —                        | —                        | —                        | —                        | —                        | —                        | —                        | —                        | —                        |                                                             | Ask That God (Deluxe)                |

### Vídeos musicales
| Título                      | Año  | Director                       | Notas                                                                                    |
| --------------------------- | ---- | ------------------------------ | ---------------------------------------------------------------------------------------- |
| "Walking on a Dream"        | 2008 | Josh Logue                     | Filmado en Shanghái, China.                                                              |
| "We Are the People"         | 2008 | Josh Logue                     | Filmado en Mina y García, Nuevo León y Xilitla, San Luis Potosí en México.               |
| "Standing on the Shore"     | 2009 | Josh Logue                     | Filmado en Lancelin, norte de Perth, Australia.                                          |
| "Without You"               | 2009 | Josh Logue                     | Filmado en FOX Studios, Sídney, Australia.                                               |
| "Half Mast (Slight Return)" | 2010 | Nash Edgerton                  | Filmado en Nueva York, Estados Unidos.                                                   |
| "Alive"                     | 2013 | Charles Scott and Alex Theurer | Filmado en Parque nacional del Cañón Bryce, Utah, Estados Unidos.                        |
| "DNA"                       | 2013 | Emmett Malloy                  | Filmado en San Fernando Valley, California, Estados Unidos.                              |
| "Celebrate"                 | 2015 | Empire of the Sun              | Filmado en Noryangjin Marketplace and Jongno Gwangjang Marketplace, Seúl, Corea del Sur. |
| "High and Low"              | 2016 | Empire of the Sun              |                                                                                          |
| "Way to Go"                 | 2017 | Ryo Kitabatake                 |                                                                                          |
| "On Our Way Home"           | 2017 | Fabien Teichner                |                                                                                          |
| "Changes"                   | 2024 | Michael Maxxis                 | Filmado en Ayutthaya, Tailandia.                                                         |
| "Music on the Radio"        | 2024 | Michael Maxxis                 | Filmado en Bangkok, Tailandia.                                                           |
| "Cherry Blossom"            | 2024 | Michael Maxxis, Luke Steele    | Filmado en el Distrito de Pran Buri, Tailandia.                                          |
| "The Feeling You Get"       | 2024 | Michael Maxxis                 |                                                                                          |
| "Happy Like You"            | 2024 | Michael Maxxis                 |                                                                                          |

## Miembros de la banda en vivo
- Luke Steele – voz principal, guitarra, teclados (2008-presente), bajo (2008-2015).
- Nick Littlemore – gestion de gira (2008-presente), sintetizador, coros (2008-2009).
- Ian Ball – guitarra (2015-presente).
- Olly Peacock – batería (2015-presente)
- Alex Berry – bajo (2015-presente)
- Surahn Sidhu – guitarra, coros, percusión. (2008–2015)
- Tony Mitolo – batería (2008–2015)